# Межник (Лядская волость, у д. Заянье)
Межник — деревня в Плюсском районе Псковской области России. Входит в состав Лядской волости.
Расположена в 18 км к северу от волостного центра Ляды, в 55 км к северо-западу от райцентра Плюсса и в 4 км к востоку от деревни Заянье. Находится на берегу озера Межницкое, соединяющегося на западе через проточные озёра (Глубокое (Радолицкое) и Сивиха) с рекой Яня.

## Население
Численность населения деревни на 2000 год составляла 12 человек, по переписи 2002 года — 12 человек.

## История
До 1 января 2006 года деревня входила в состав ныне упразднённой Заянской волости.